# Philadelphes
Les philadelphes étaient membres d'une société secrète à vocation démocratique, fondée en France à la fin du XVIIIe siècle et influente à l'époque napoléonienne en Suisse et dans le nord de l'Italie. Après la Restauration (1815) apparurent également des loges « Philadelphia » dans le royaume des Deux-Siciles, mais c'étaient sans doute des sociétés secrètes nées spontanément dans le sud de l'Italie, sans aucun rapport avec la société secrète de même nom, surgie en France au cours de la période précédente.

## Histoire

### Les Philadelphes  durant la révolution française
Une loge maçonnique de Narbonne des Philadelphes aurait été fondée par le Vicomte François-Anne de Chefdebien d'Armissan (créateur du « Rite Primitif de Narbonne » en 1779) avec son fils François-Marie. Ces Philadelphes narbonnais n'ont pas de rapport avec ceux dont parle plus tard Charles Nodier dans son ouvrage.

### Les loges Philadelphes napoléoniennes
L'une des sources principales sur les rituels et les buts de la « philadelphie » proviennent d'une Histoire des sociétés secrètes dans l'armée sous Napoléon, texte de l'écrivain romantique et fantastique Charles Nodier, publié anonymement en 1815. Nodier serait l'un des membres fondateurs de la loge, réunis à Besançon en 1796. La date de naissance de la société secrète en France est située suivant les historiens en 1797 ou 1799. Son centre d'irradiation originaire serait la Franche-Comté, où des survivants des groupes Jacobins tentent d'organiser les confréries anti-napoléoniennes formées au sein de l'armée, en réaction au néo-césarisme de Napoléon. Selon Nodier, le fondateur de ce premier mouvement était le colonel Jacques Joseph Oudet et les généraux Jean Victor Marie Moreau et Claude-François de Malet en étaient des membres éminents. D'autres sociétés secrètes proches des Philadelphes, dont celles menées par les leaders italiens Luigi Angeloni et Filippo Buonarroti, ont eu une certaine importance dans l'organisation des complots militaires anti-napoléoniens sous l'Empire. Ce type d'organisation secrète est issu de la franc-maçonnerie. En Italie, l'influence des sociétés secrètes d'origine française a diminué rapidement avec l'émergence du carbonarisme, l'idéal devenant plus nationaliste et patriotique et moins universaliste.

### Les Philadelphes après la Restauration
Les rébellions homonymes d'inspiration carbonari, qui ont soulevé le sud de l'Italie, en particulier dans les Pouilles et dans le Cilento, entre 1816 et 1828, sont indépendantes de la Philadelphie française. Dans le Cilento, en 1828, une insurrection de Philadelphiens, qui a appelé à la restauration de la Constitution de Naples en 1820, a été violemment réprimée par le directeur de la police du royaume bourbonnais des Deux-Siciles, Francesco Saverio Del Carretto : entre autres exactions, il faut noter la destruction du village de Bosco (7 juillet 1828).

### Les Philadelphes à Londres
Le publiciste Jean Phillipe Berjeau rédacteur dans la chronique politique internationale La voix du proscrit fonde en 1850 sous les auspices du Rite de Memphis créé par Jean Étienne Marconis de Nègre, une loge londonienne qui prend le nom de Philadelphes et donne naissance à une Grande Loge des philadelphes. Autour de cette grande loge une société fraternelle des démocrates socialistes ouverte à tous, travaille au rassemblement des proscrits. Plusieurs personnalités sont actives au sein de ces sociétés et loges comme Louis Blanc, Felix Pyat ou Jean-Baptiste Boichot . La loge des Philadelphes s'érige en terre d'accueil pour toutes les tendances républicaines, mais nombre de ces membres sont aussi présents au sein de l'Association internationale des révolutionnaires.